# Pont-aqueduc d'Ansignan
Le pont-aqueduc d'Ansignan est un pont-aqueduc situé sur la commune française d'Ansignan dans les Pyrénées-Orientales. C'est un aqueduc enjambant l'Agly, et servant à irriguer les cultures sur la rive opposée. Il est construit sur la base d'un pont (viaduc) romain, datant, peut-être, du IIIe siècle.

## Géographie

### Localisation
Le pont-aqueduc d'Ansignan se situe au nord du village d'Ansignan et franchit l'Agly dans le sens nord-est vers sud-ouest.

### Hydrographie
Il enjambe la vallée du fleuve de l'Agly dont l'eau est captée, en rive gauche, environ un kilomètre en amont.

## Histoire
L'origine et l'histoire de ce pont-aqueduc sont incertaines. Un pont aurait été construit durant ou avant l'époque romaine, peut-être par les Volques Tectosages. La voie romaine est bien attestée. Ce premier pont était complété par un second pont permettant de traverser la Désix, affluent de l'Agly sur la rive droite, quelques centaines de mètres en aval du village. La mairie d'Ansignan indique que les moellons des arches sont datés entre 220 et 270 de notre ère. Juliette Freyche avance que l'ouvrage d'origine était un aqueduc destiné à irriguer les terres d'une villa romaine. Certaines sources suggèrent que l'ouvrage initial aurait été un pont-siphon (siphon inversé), technique plus commune et largement utilisée par les romains.
Durant le Moyen Âge, un aqueduc fut construit au-dessus du pont initial au IXe siècle - transformant le chemin en tunnel. Ce dernier ouvrage fut remanié à de nombreuses reprises, notamment aux XIIIe et XIVe siècles, allongeant l'édifice jusqu'à ses dimensions contemporaines.
Aujourd'hui, aucune découverte archéologique significative ne permet d'expliquer la présence de cet imposant édifice dans sa forme actuelle. Celui-ci est toujours en service et permet l'irrigation des cultures du village d'Ansignan, sur la rive opposée de l'Agly et de pont-tunnel pour traverser. Louis Companyo notait que « ce petit vallon forme un contraste frappant avec tout ce que l'on a vu depuis le défilé de la Fou. Tandis que la terre est partout ailleurs maigre et stérile, elle est ici couverte de moissons et de fraîches prairies » ajoutant que cela était dû à la nature de la terre.
Le pont-aqueduc sur l'Agly fait l’objet d’un classement au titre des monuments historiques depuis le 19 avril 1974. Il fait partie des 18 sites lauréats du Loto du patrimoine 2023. Les travaux concerneront l’étanchéité du canal, la dévégétalisation de la structure, le calfeutrement des fissures et les reprises des parements des arches.

## Caractéristiques
Le pont-aqueduc long de 170 mètres est constitué de 29 arches de tailles croissantes lorsqu'elles se rapprochent du fleuve. Les deux plus grandes enjambent le lit de l'Agly. Il est construit sur deux niveaux : le premier est un pont pour piétons, cavaliers ou petits chariots, et le niveau supérieur est un aqueduc toujours en service.
Le second niveau est construit au-dessus du premier de telle façon que le premier niveau ressemble à un tunnel, éclairé par quelques ouvertures aménagées sur les côtés.
Lors de sa construction, l'aqueduc fut orienté dans le sens de l'amont vers l'aval, vers le nord-ouest.
Vers 1906, Louis Abram équipe le pont d'une turbine hydroélectrique, installée dans un ancien moulin accolé au pont-aqueduc. Le bâtiment sera détruit dans les années 1970 lors de la restauration. La base du moulin et les sorties d'eau sont toujours visibles (rive gauche, accolé au coté aval du pont).

## Légende
De nombreuses légendes sont nées, tirant parti de l'étrangeté de l'ouvrage - monumental dans un petit village - de ses fonctions de pont, tunnel et aqueduc et de sa construction irrégulière, fruit des nombreuses transformations de l'ouvrage au cours du temps. 
Les plus imaginatives en font un pont d'origine gauloise, exploitant les piles du pont comme calendrier et dont l’alignement permettrait de faire courir l'eau sur le pont selon la course du soleil aux solstices - référence biblique. En outre, ses remaniements seraient intervenus à la faveur du « retour des croisés de Hugues Capet », ramenant en 980 des plans d'un aqueduc « qui alimentait à partir de l'Euphrate, les jardins suspendus de la reine Séminaris, fondatrice de Babylone, ».
Louis Companyo évoque une autre légende selon laquelle le pont aurait été bâti par des moines, Albert Bayrou évoque un remaniement de l'ouvrage par les Templiers.

## Galerie

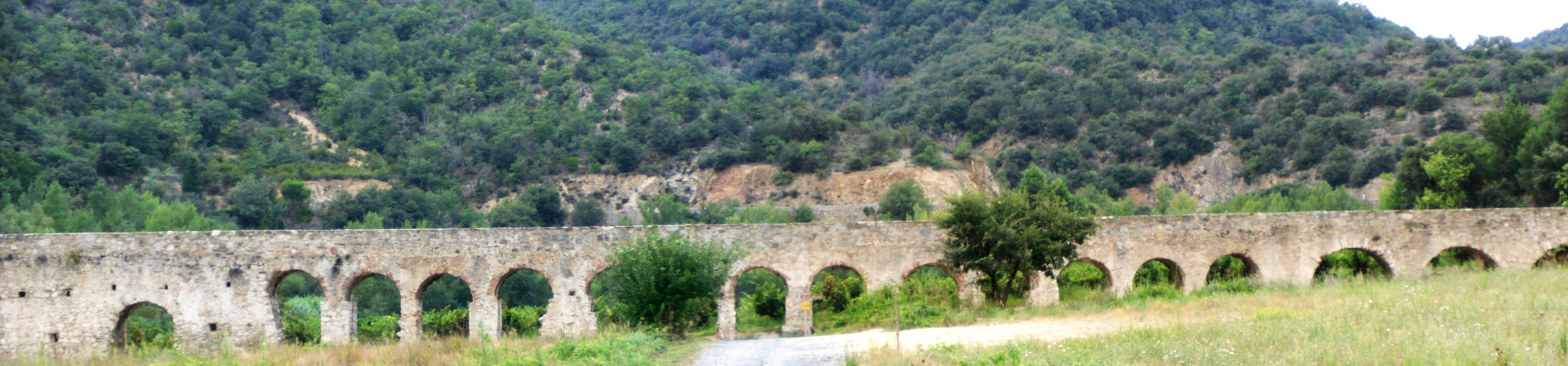
Vue d'aval rive gauche.
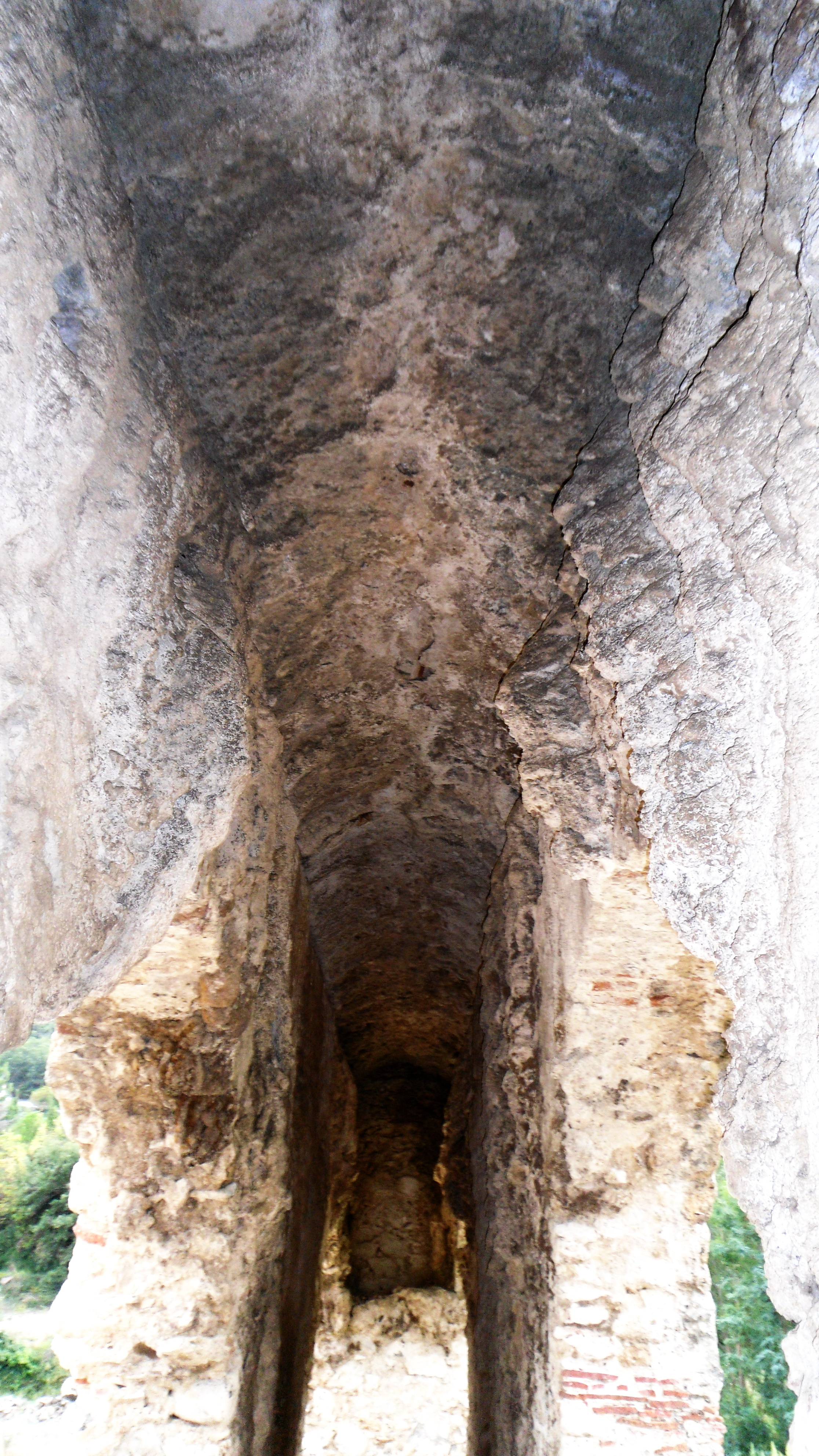
Intérieur.
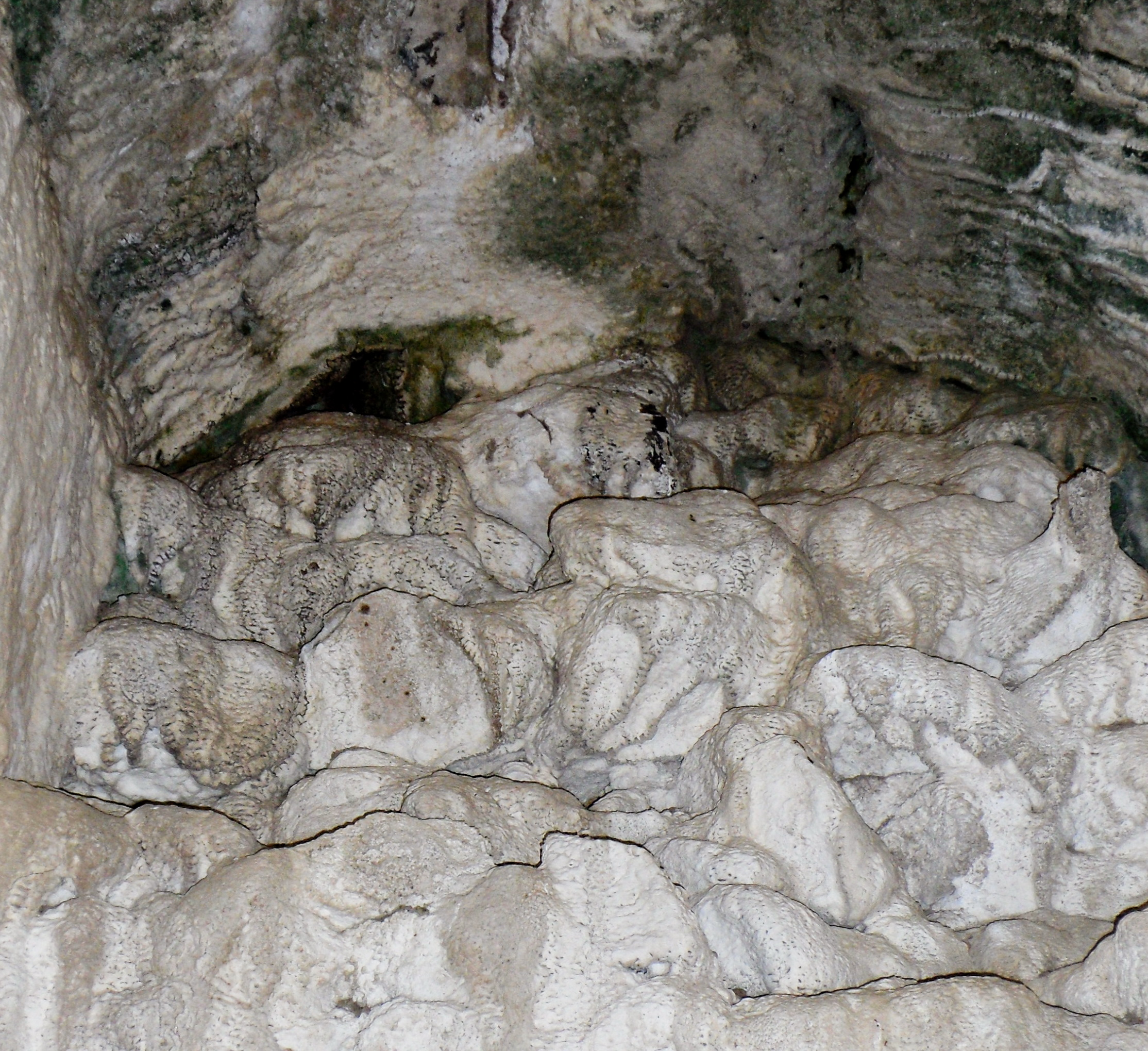
Concrétions.
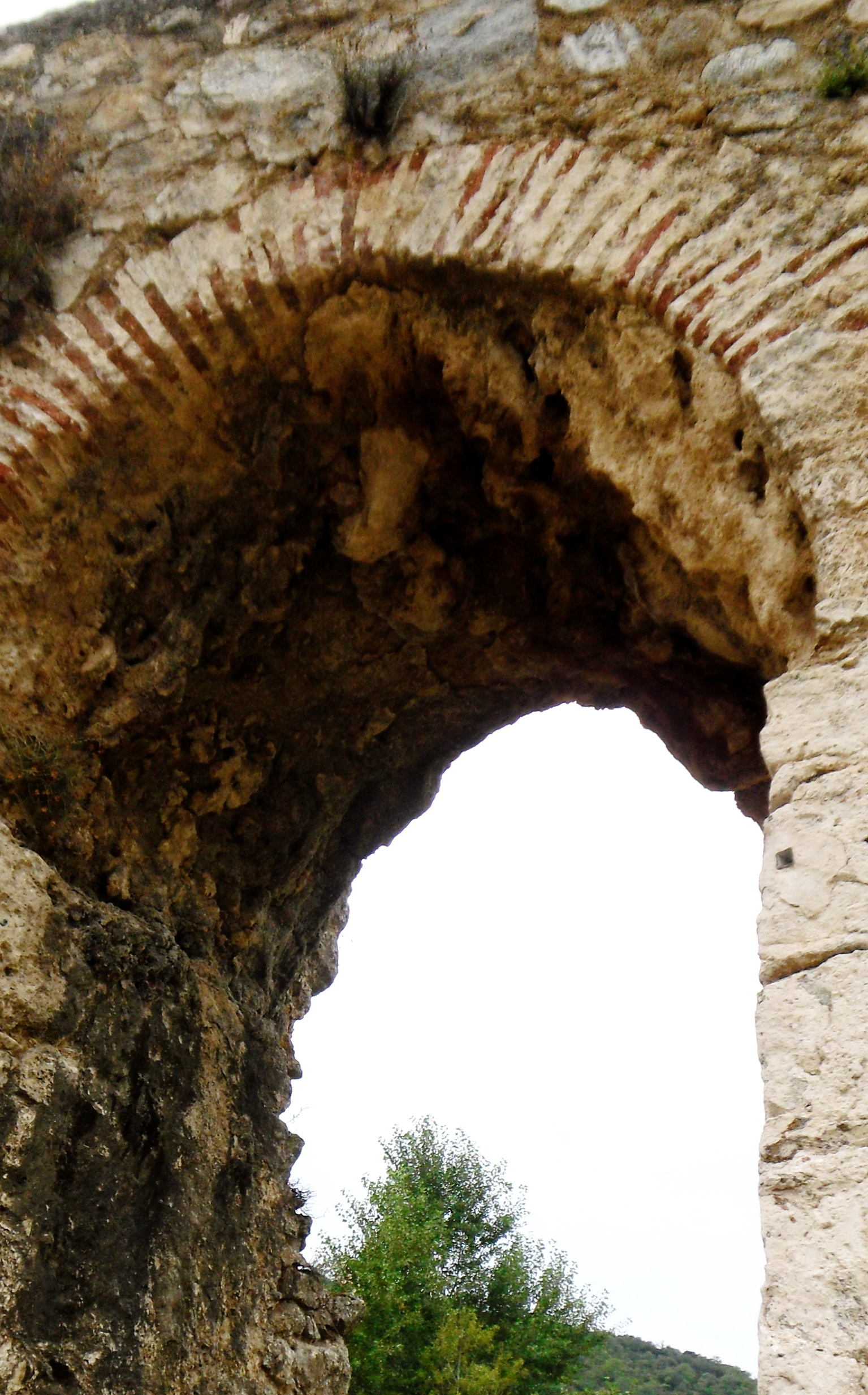
Concrétions.
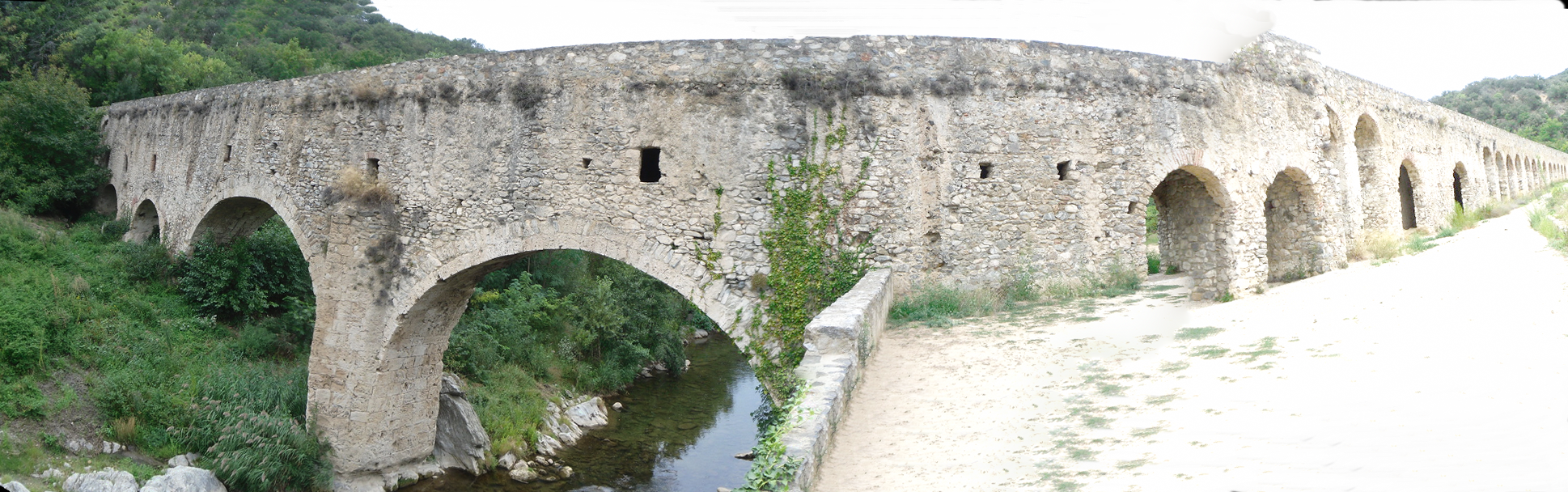
Vue d'aval rive gauche.
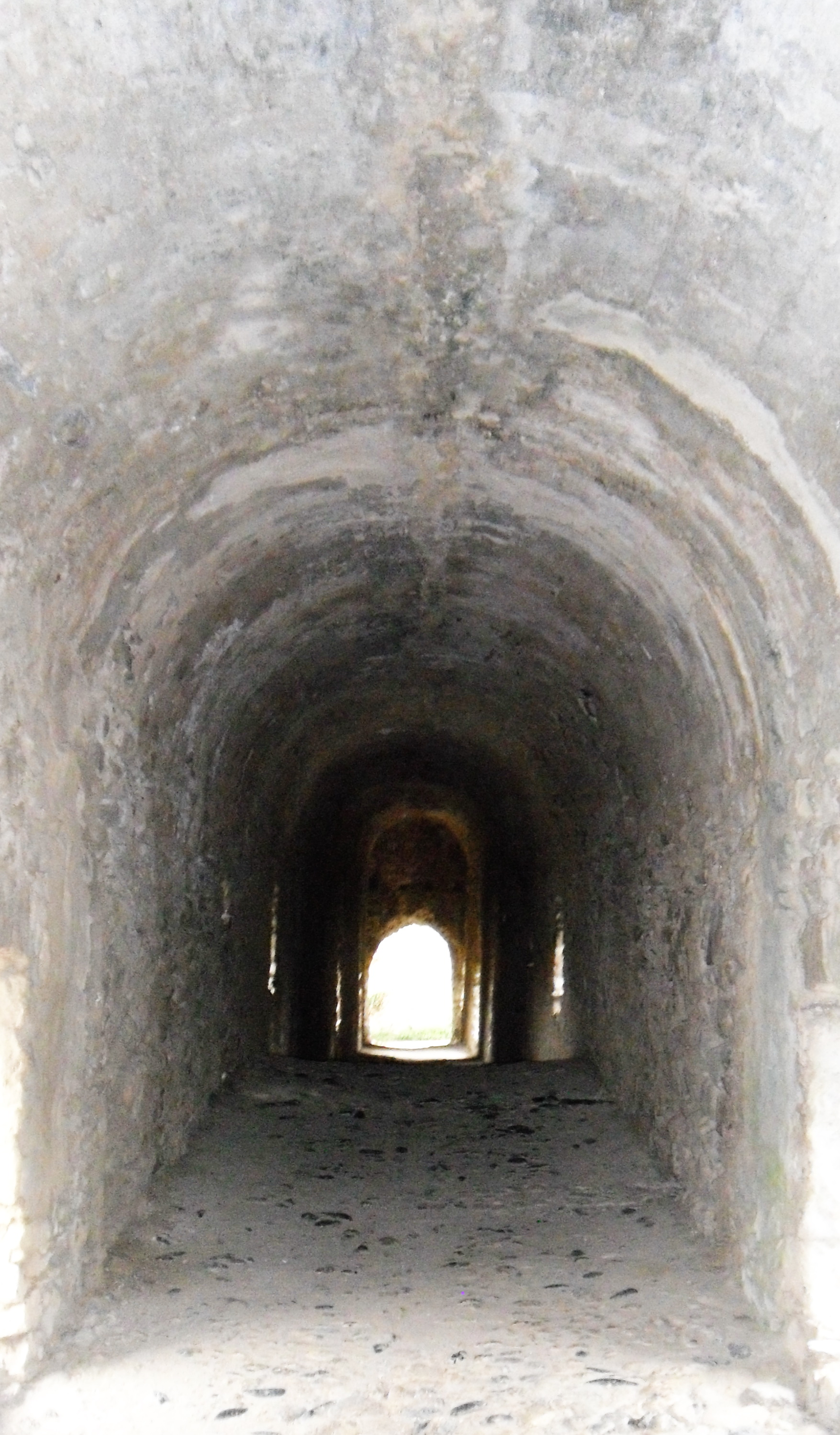
Passage de véhicule.
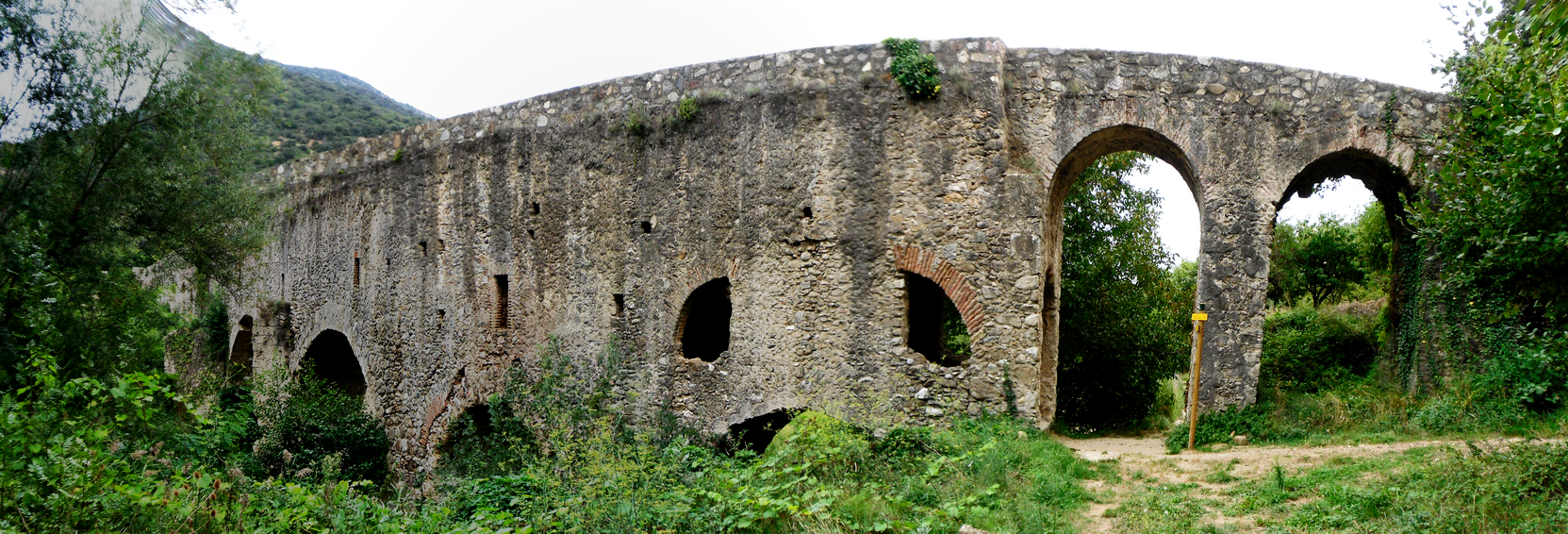
Vue d'amont rive droite.
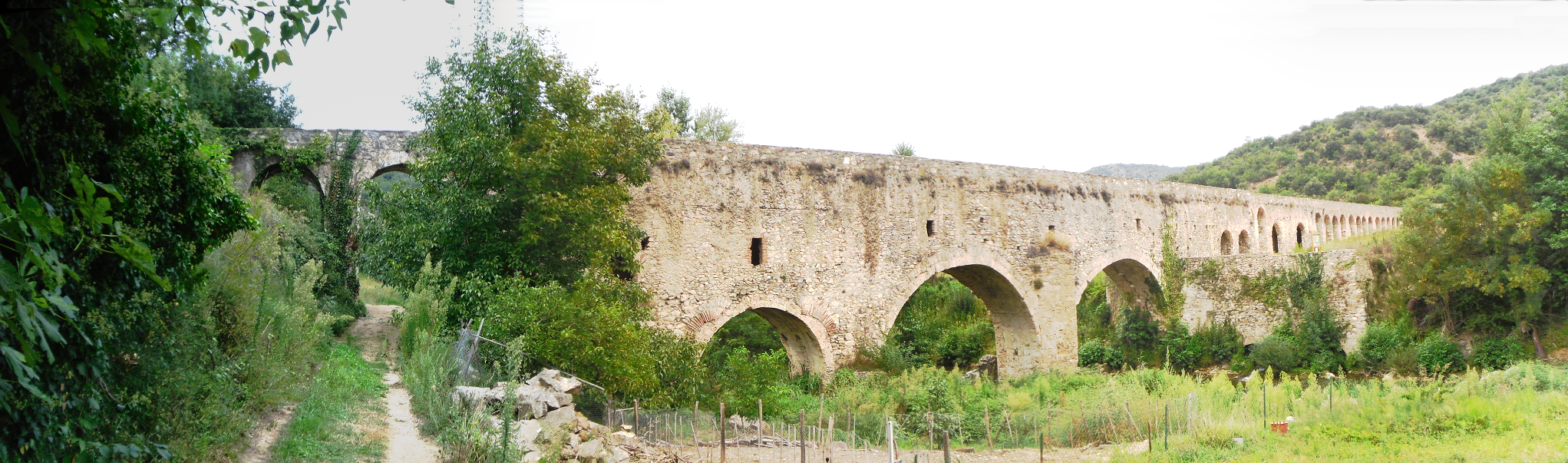
Vue d'aval rive droite.
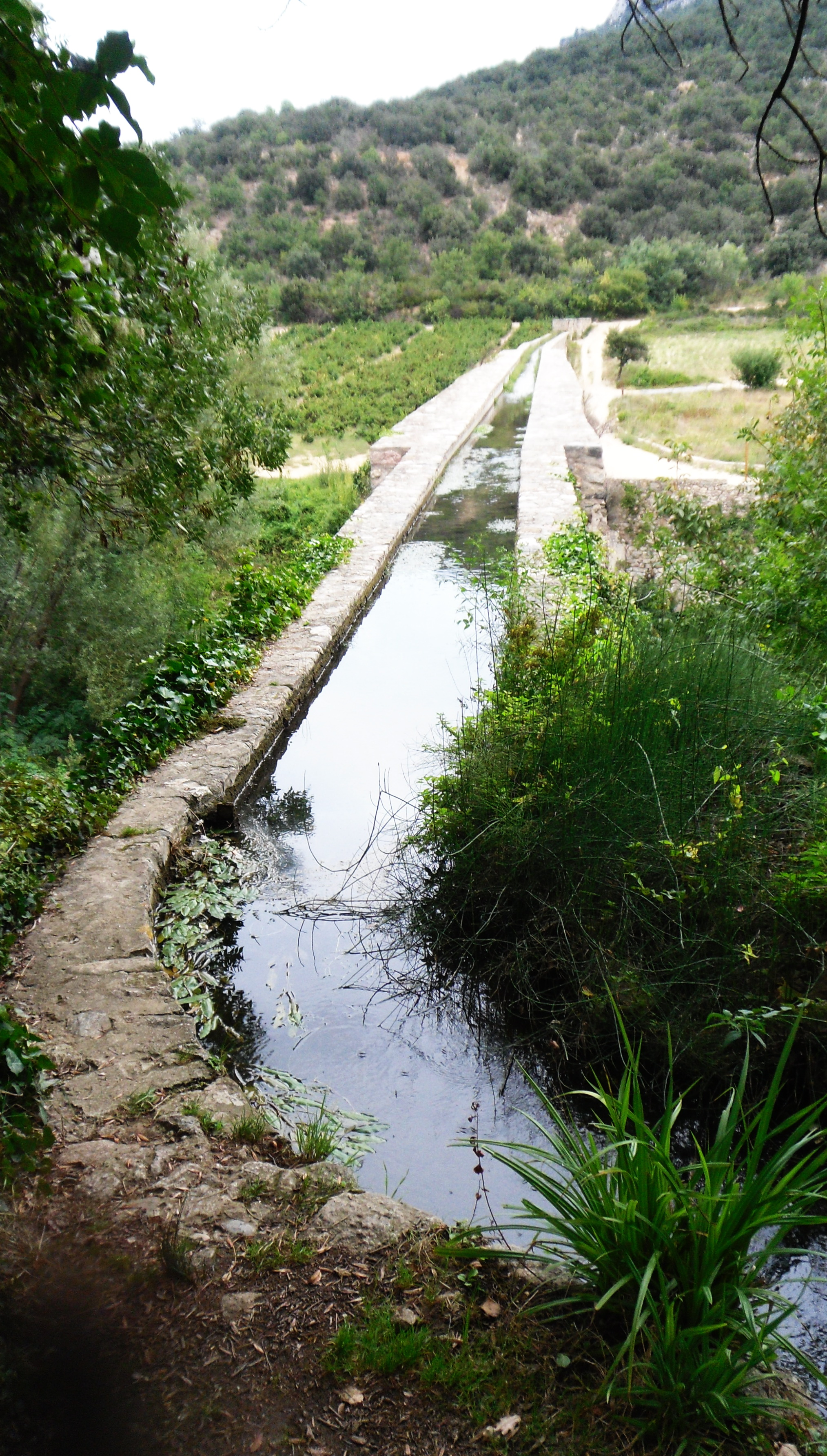
Arrivée rive droite.
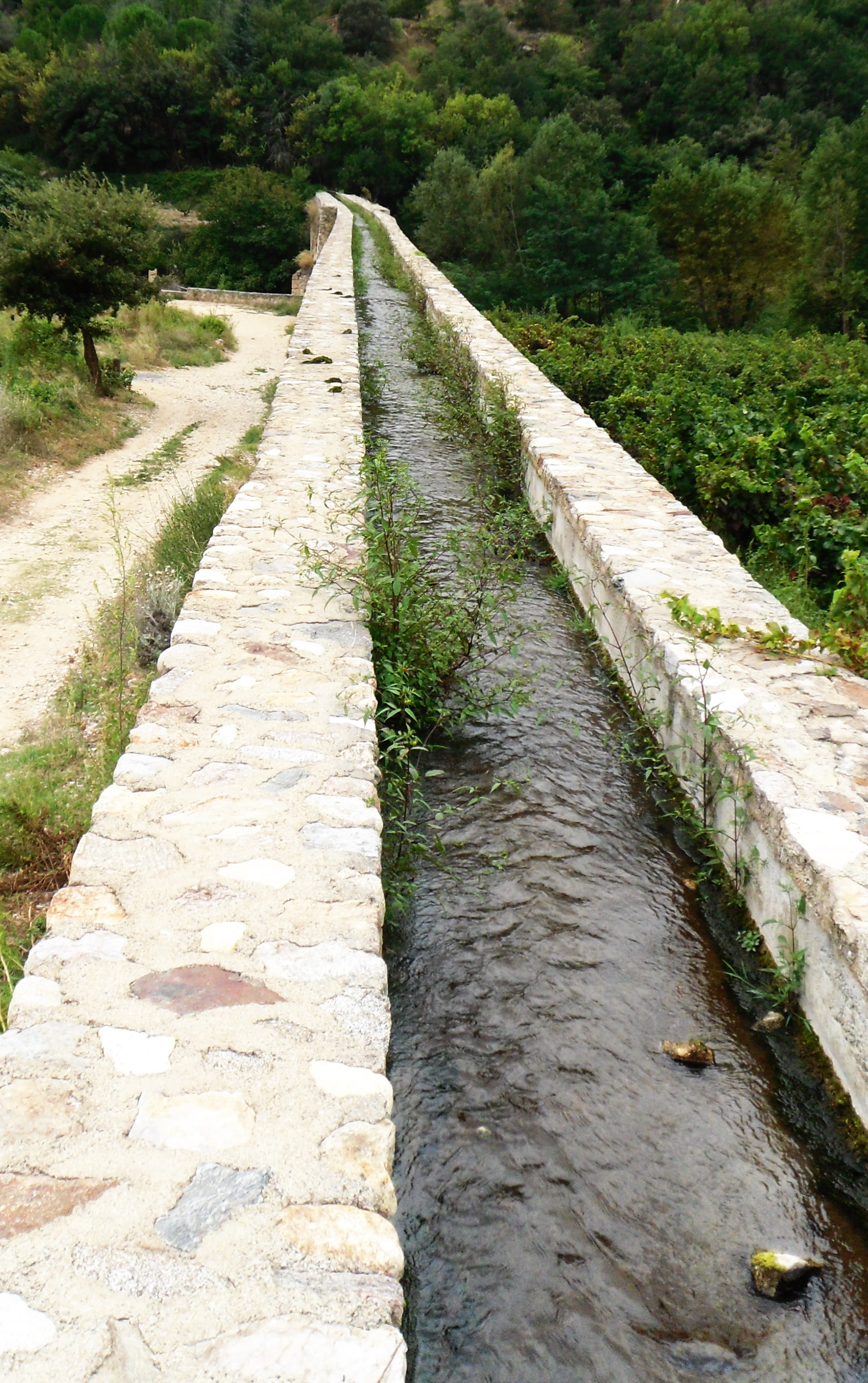
Vue vers la rive droite.
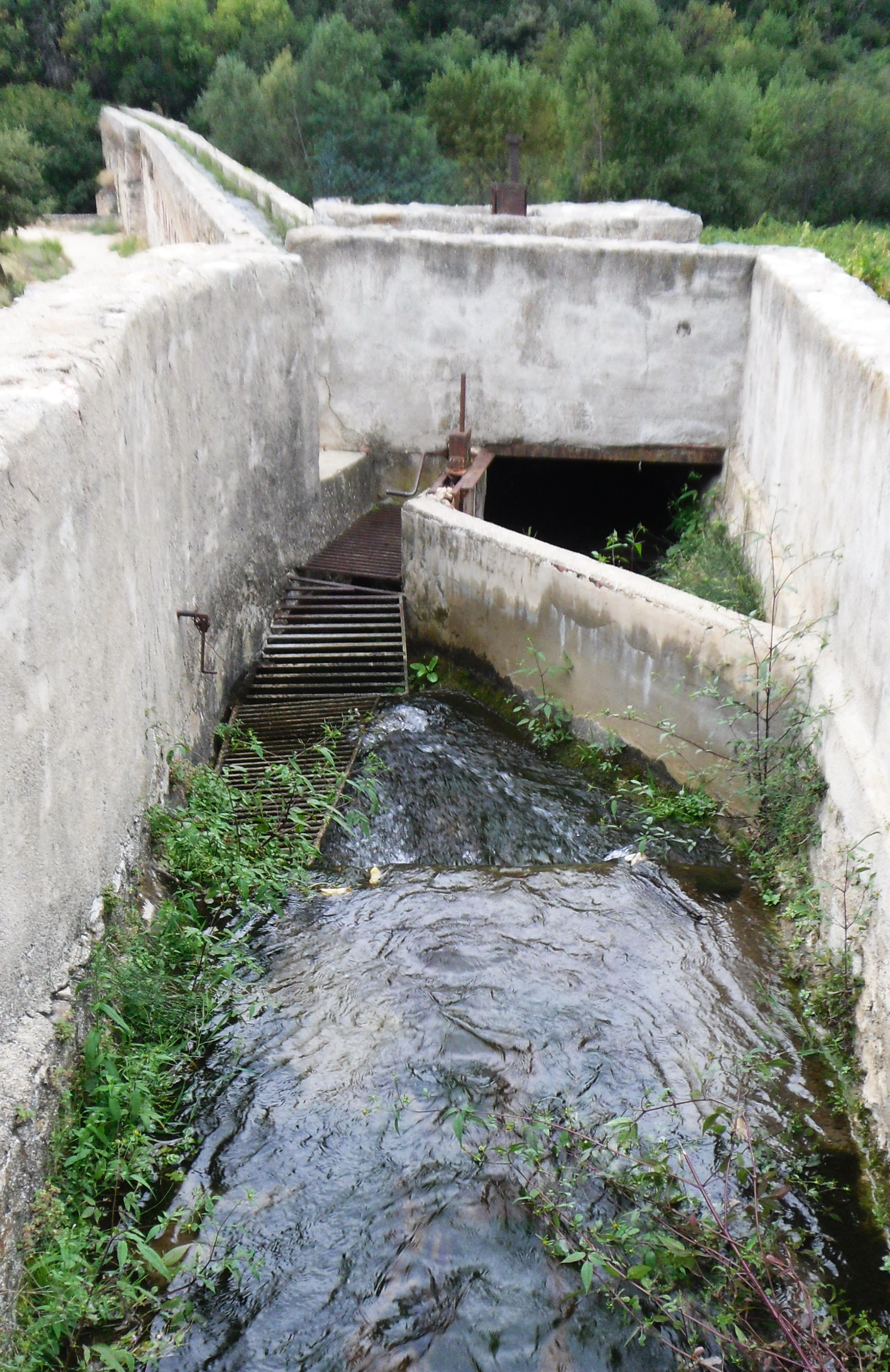
Départ rive gauche.
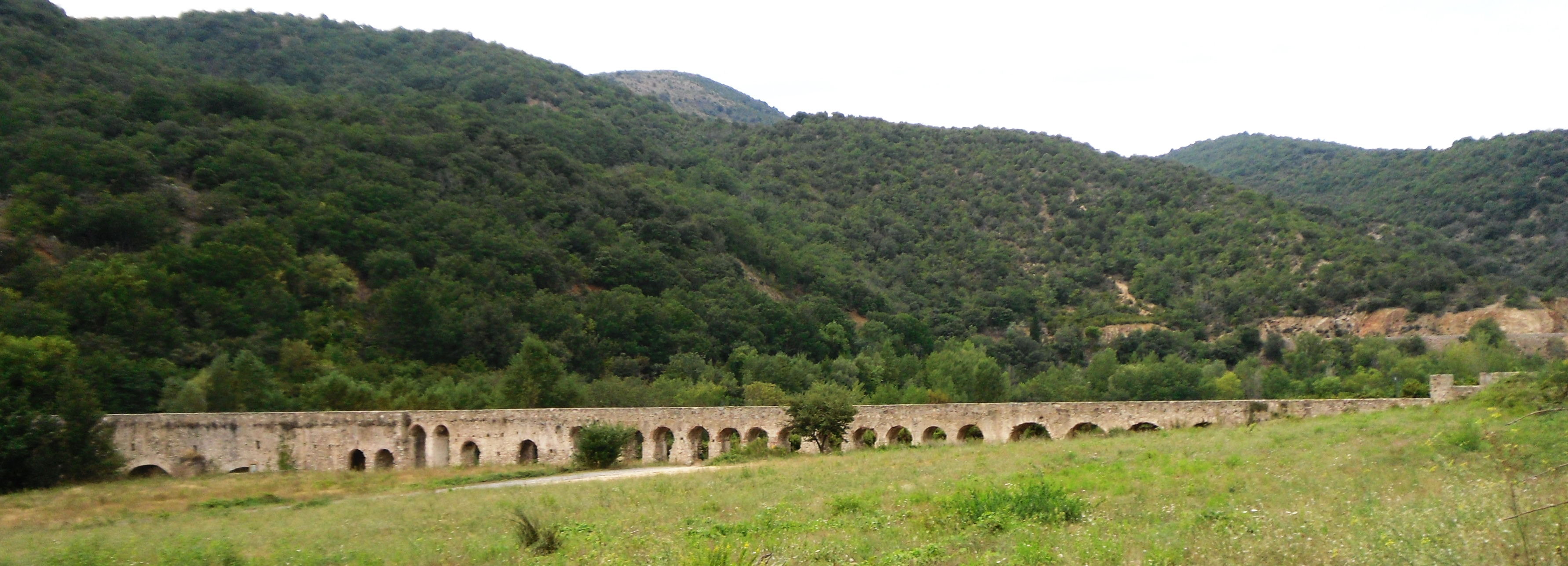
Vue d'aval rive gauche.
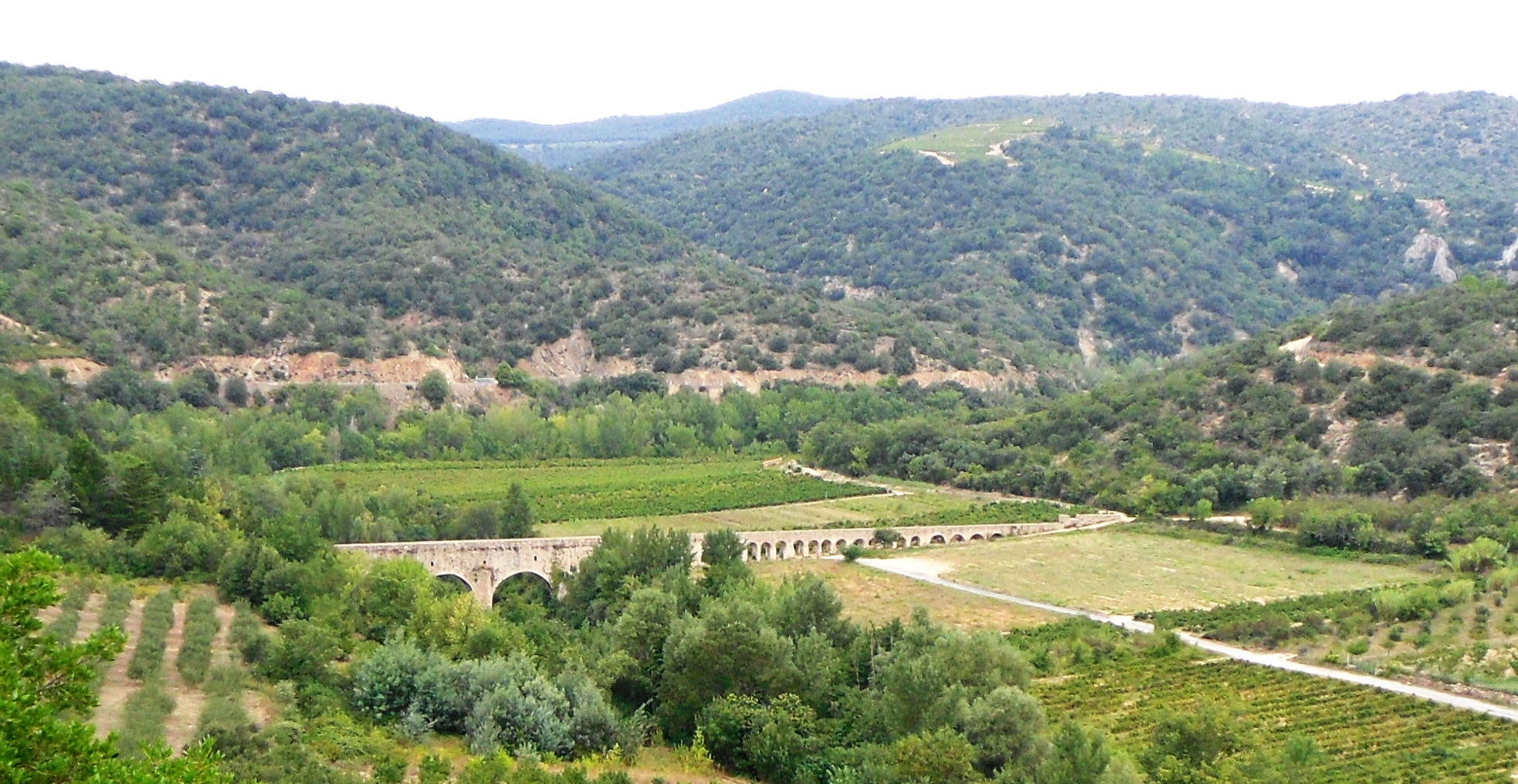
Vue d'Ansignan (aval rive droite).
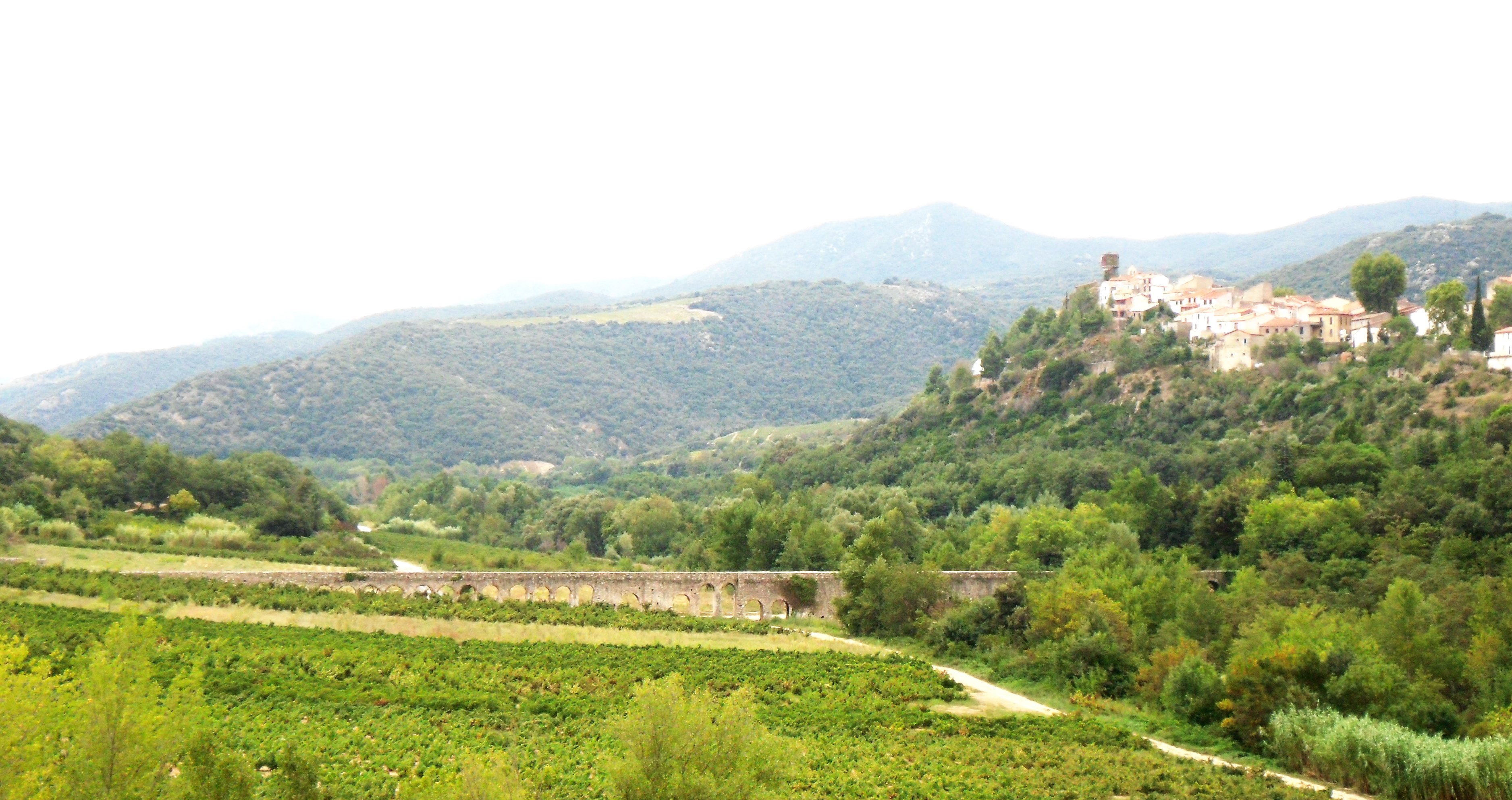
Vue de la route d'amont, rive gauche.